# Николај Сличенко
Николај Сличенко (енгл. Nikolai Slichenko; Белгород, 27. децембaр 1934 — Москва, 2. јул 2021) био је руски певач и главни директор позоришта Ромен у Москви. Он је једини Ром који је добио награду Народног уметника СССР-а (1981).

## Биографија
Николај је рођен у Белгороду, у Русији, у ромској породици. Део детињства је провео у Другом светском рату. Током рата Николај је изгубио многе рођаке. Нарочито, кад је био дечак, његов отац је стрељан пред његовим очима 1942. Након рата, породица Сличенко се настанила у ромском колективном имању у Вороњешкој области. Тинејџери су морали да раде подједнако са одраслима. То је било време када је Николај чуо за ромско позориште у Москви и сањао је да наступа на његовој позорници.
Године 1951. Николај је примљен у позориште Ромен. Привукао је пажњу водећих позоришних мајстора. Свакако, није му то олакшало: почео је као и већина, као помоћни глумац. Прву водећу улогу добио је давне 1952. године, када још није имао осамнаест година. То је било време када је позориште прешло у Сергијев Посад.
Након представе, Сличенко је привукао пажњу као способан глумац. Позориште је почело да га укључује у актуелне репертоарске представе. Свеукупно, играо је у више од шездесет улога у родном позоришту, а учествовао је и у великом броју популарних филмова, укључујући Под кишом и сунцем, Моје острво је плаво, Венчање у Малиновки и другим.
Године 1977. Николај Сличенко постаје главни директор позоришта Ромен. Због тога је морао да завршио виши курс за режисера, на руској академији драмских уметности, 1972. године, под управом народног уметника Совјетског Савеза, Андреја Гончарова.
Звезда Николаја Сличенкова је, 4. децембра 1998. године, постављена на тргу звезда у Москви.

## Награде и признања
Ордени
- Орден за заслуге отаџбини 2. класа (2020)
- Орден за заслуге отаџбини 3. класа (2004)[4]
- Орден за заслуге отаџбини 4. класа (1994)
- Орден части (2009)
- Орден пријатељства (2014)
- Орден пријатељства међу народима

Титуле
- Народни уметник СССР-а (1981)
- Народни уметник РСФСР (1975)
- Народни уметник РСФСР (1969)

Награде
- Државна награда СССР-а (1987)
- Државна награда Руске Федерације у области културе (2013)